# Kreplje
Kreplje este o localitate din comuna Sežana, Slovenia, cu o populație de 152 de locuitori.